# Động mạch đốt sống
Động mạch đốt sống là động mạch lớn ở cổ. Các động mạch này thường bắt nguồn từ động mạch dưới đòn. Mỗi mạch máu ở mỗi bên cổ đi lên trên, hợp nhất trong hộp sọ để tạo thành động mạch nền.Với vai trò là thành phần cấp máu của hệ sống nền, động mạch đốt sống cấp máu cho phần trên tủy sống, thân não, tiểu não và não sau.

## Cấu trúc

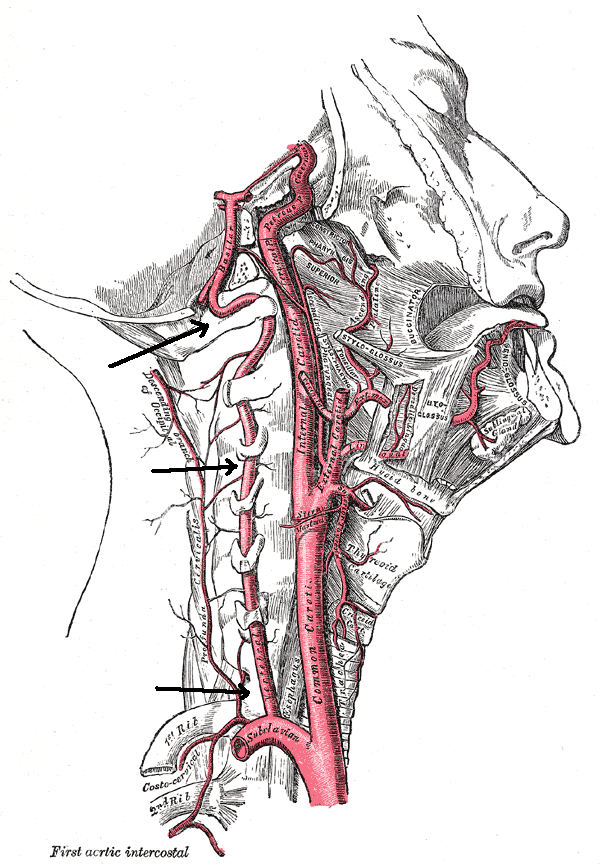
Các động mạch vùng cổ. Động mạch đốt sống xuất phát từ động mạch dưới đòn và hợp nhất thành động mạch nền

Động mạch đốt sống thường xuất phát từ cạnh sau trên của đoạn gần động mạch dưới đòn mỗi bên, sau đó đi vào mỏm ngang của đốt sống cổ VI (C6), hoặc đôi khi (khoảng 7.5%) ở C7. Sau đó chúng đi lên trên, vẫn nằm trong lỗ mỏm ngang mỗi đốt sống cổ. Ngay khi đi qua lỗ mỏm ngang C1 (còn gọi là đốt đội), động mạch đốt sống đi vòng qua cành sau C1 và tam giác dưới chẩm trước khi đi qua lỗ chẩm.
Nunziante Ippolito, một bác sĩ người Naples, khi xác định  "tam giác Nunziante Ippolito" đã tìm ra động mạch đốt sống nằm giữa cơ bậc thang trước và cơ dài cổ.
Trong sọ, hai động mạch đốt sống hợp nhất thành động mạch nền ở nền của cầu não. Động mạch nền là động mạch chính cấp máu cho thân não và nối với đa giác Willis để cấp máu cho hầu như toàn bộ não nếu nó kết hợp với động mạch cảnh. Ở mỗi đốt sống, động mạch cho các nhánh động mạch đốt sống trước đến cơ xung quanh.